# (991) McDonalda
(991) McDonalda ist ein Asteroid des äußeren Hauptgürtels, der am 24. Oktober 1922 vom russisch-amerikanischen Astronomen Otto von Struve am Yerkes-Observatorium in Wisconsin bei einer Helligkeit von 15,0 mag entdeckt wurde. Es war seine erste von zwei Asteroidenentdeckungen.
Der Asteroid wurde benannt nach dem McDonald-Observatorium auf dem Mount Locke in Fort Davis, Texas, dessen 82-Zoll-Spiegelteleskop aus dem Vermächtnis des texanischen Bankiers William Johnson McDonald (1844–1926) gebaut wurde, der somit ebenfalls mit dieser Namensgebung geehrt wird.
Aufgrund ihrer Bahneigenschaften wird (991) McDonalda zur Themis-Familie gezählt.

## Wissenschaftliche Auswertung
Aus Ergebnissen der IRAS Minor Planet Survey (IMPS) wurden 1992 erstmals Angaben zu Durchmesser und Albedo für zahlreiche Asteroiden abgeleitet, darunter auch (991) McDonalda, für die damals Werte von 31,4 km bzw. 0,06 erhalten wurden. Eine Auswertung von Beobachtungen durch das Projekt NEOWISE im nahen Infrarot führte 2011 zu vorläufigen Werten für den Durchmesser und die Albedo im sichtbaren Bereich von 38,6 km bzw. 0,04. Nach der Reaktivierung von NEOWISE im Jahr 2013 und Registrierung neuer Daten wurden die Werte 2016 angegeben mit 31,7 oder 33,5 km bzw. 0,06 oder 0,05, diese Angaben beinhalten aber hohe Unsicherheiten.